# Hiretemminhal, Kushtagi
Hiretemminhal là một làng thuộc tehsil Kushtagi, huyện Koppal, bang Karnataka, Ấn Độ.